# Malaxis monophyllos
Malaxis monophyllos là một loài thực vật thuộc họ Lan có ở Bắc bán cầu ôn đới về phía nam tới Philippines.

## Hình ảnh

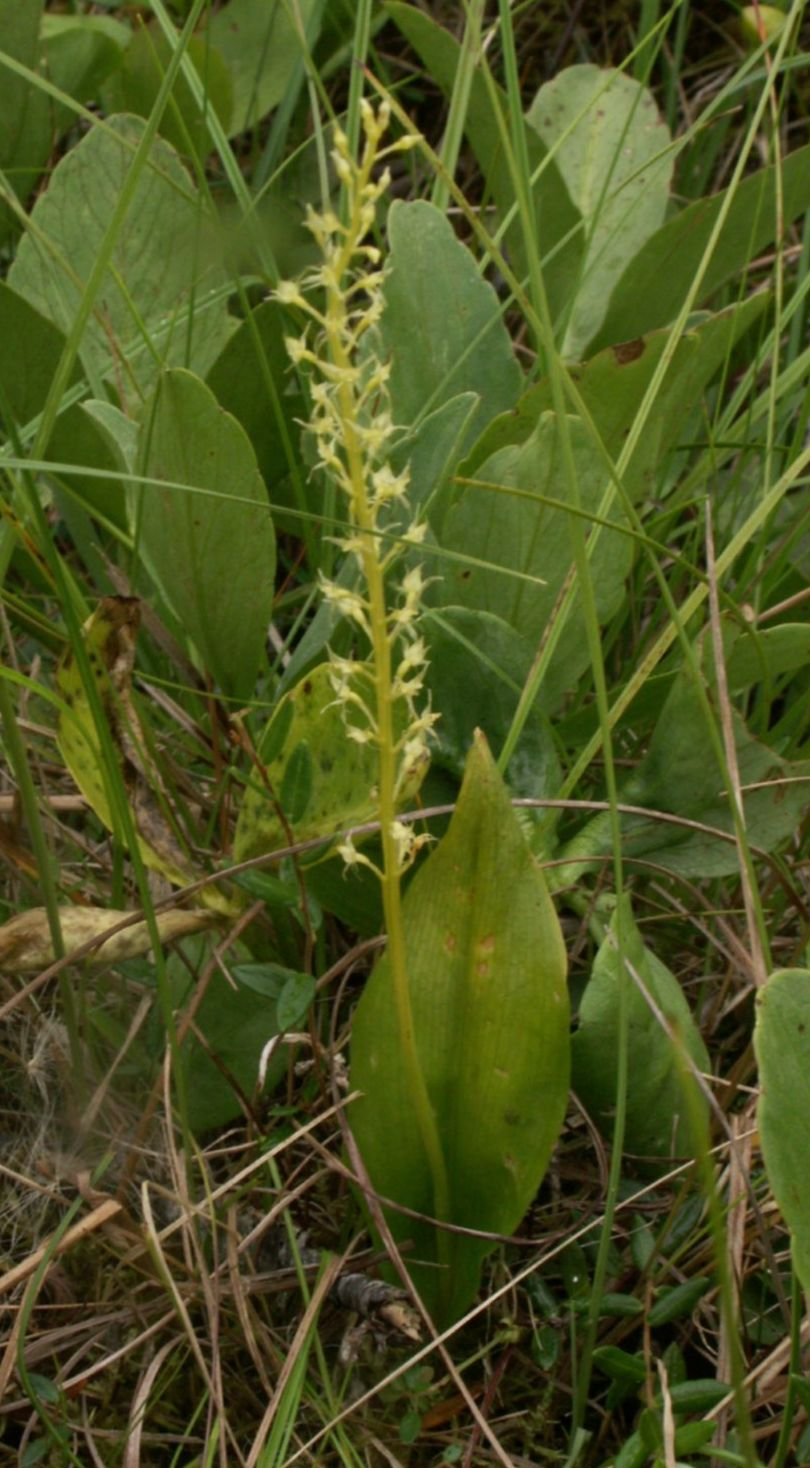
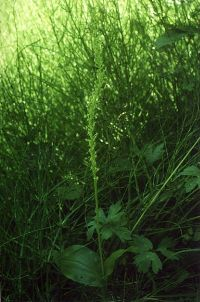
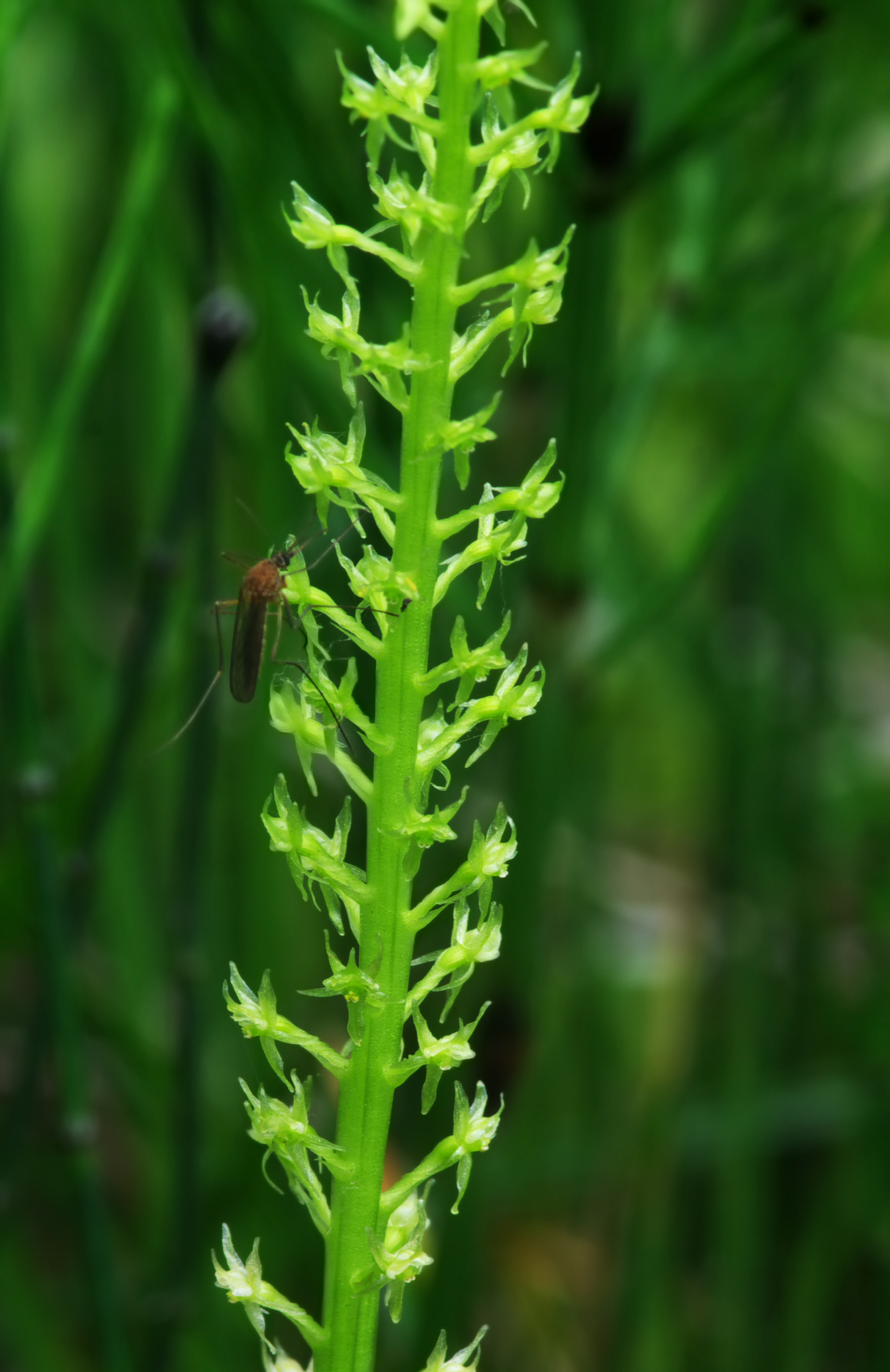
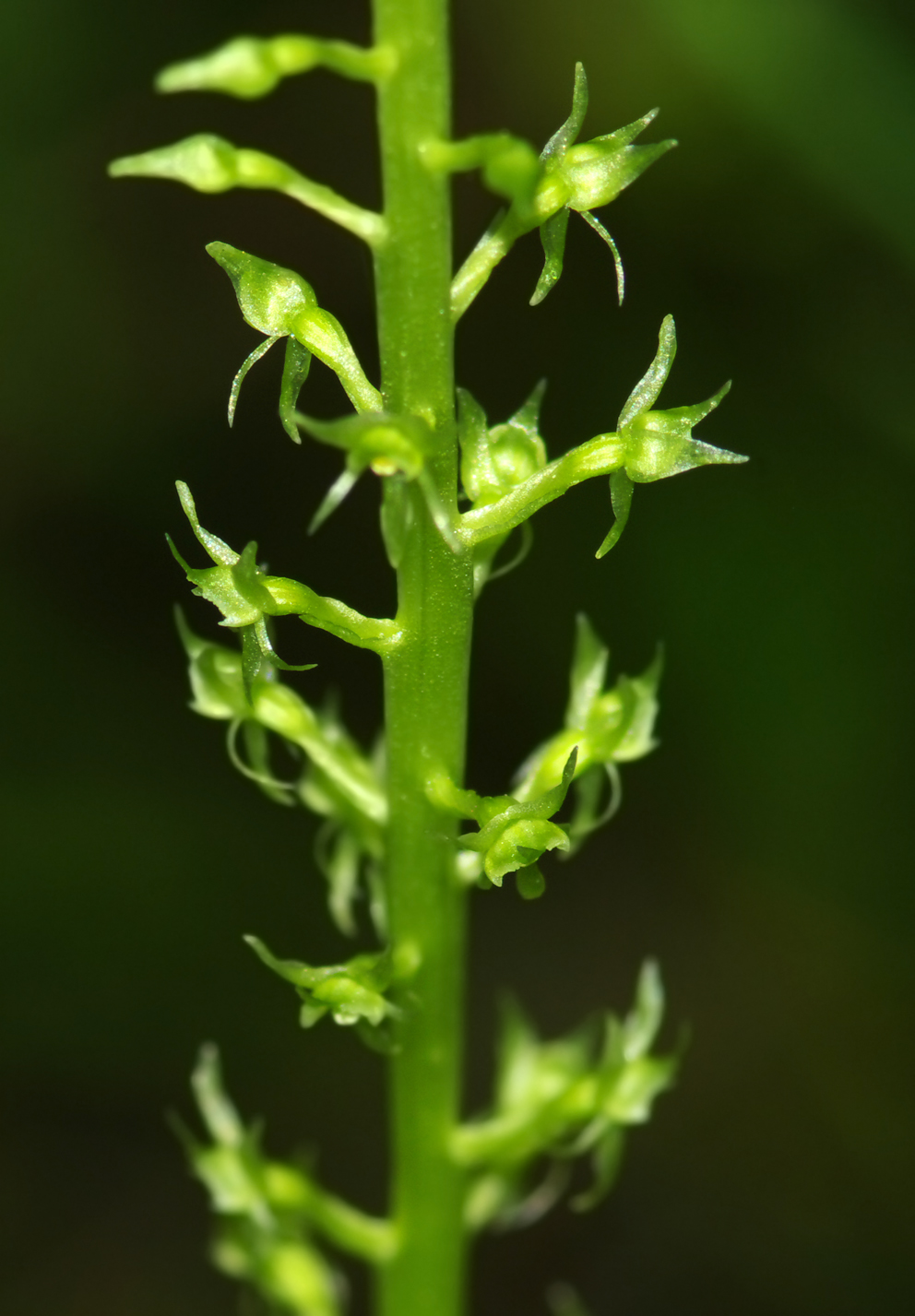